# Abdullah Chakralawi
Abdullah Chakralawi († 1916) war ein indischer islamischer Intellektueller, der die Authentizität des Hadith kritisierte und koranistische Lehren im Punjab predigte. Im Jahr 1902 gründete er die Vereinigung Ahl al-Quran, welches sich als Gegenpol zu der Ahl al-Hadith positionierte.

## Leben
Abdullah Chakralawi wurde in einem kleinen Dorf namens Chakrala in der Nähe des Distrikts Mianwali geboren. Sein richtiger Name war Qazi Ghulam Nabi. Sein Vater, Qazi Nur Alam, war ein Schüler des Khwaja Allah Bakhsh Taunsvi (1826–1901), einem indischen sufistischen Gelehrten. Zu einem späteren Zeitpunkt in seinem Leben geriet er unter den Einfluss der Lehren der Ahl al-Hadith. Die Überarbeitung seiner religiösen Weltanschauung war so tiefgreifend, dass er alle seine bisherigen Dogmen und Praktiken bemängelte, sogar seinen eigenen Namen. Er betrachtete den Namen Ghulam Nabi – was wörtlich „Sklave des Propheten“ bedeutet – als polytheistisch und änderte seinen eigenen Namen in Abdullah – wörtlich „Diener Gottes“. Während seiner Tätigkeit als Imam an der Chinian Wali Masjid in Lahore kam Chakralawi zu dem Schluss, dass der Koran allein als Quelle der Führung für Muslime ausreicht und dass die Suche nach einer anderen Quelle zu diesem Zweck gleichbedeutend ist mit Polytheismus.

## Schaffen
Chakralawi verbreitete um die Jahrhundertwende die Idee der Autorität des Korans als einzige umfassende und göttliche Quelle der Führung für Muslime in ihren religiösen Überzeugungen und Praktiken. Er verurteilte Hadithe und die Praktiken des Propheten Mohammed, die in Form der Sunna ritualisiert wurden – die zweitwichtigste theologische Quelle nach dem Konsens muslimischer Gelehrter seit vielen Jahrhunderten – als irrelevant. Er war skeptisch gegenüber der Historizität der Hadithe. Seit der zweiten Hälfte des neunzehnten Jahrhunderts hatten Gelehrte wie Aloys Sprenger, William Muir und vor allem Ignaz Goldziher Hadithe mit der Begründung kritisiert, dass die „authentischen Bücher der Hadith-Sammlungen“ Hunderte von Jahren nach dem Propheten Mohammed aufgeschrieben wurden. Ihrer Meinung nach blieben Hadithe 200–300 Jahre lang im mündlichen Umlauf, und während dieser Zeit wurden Tausende von nicht beglaubigten Überlieferungen in seinen Bestand aufgenommen. Unter den muslimischen Gelehrten Südasiens war Sayyid Ahmad Khan ähnlicher Meinung wie Chakralawi.
Zwischen Maulvi Abdullahs erster öffentlicher Denunziation großer Teile der Hadithe in den Jahren 1900–1901 und seiner Ausgrenzung von den übrigen muslimischen Gruppen in den Jahren 1902–1903 war er mit führenden Gelehrten des Ahl al-Hadith in schriftlicher Polemik beschäftigt. Der wichtigste dieser Gelehrten, der Chakralawis Ideen zum Koran und den Hadithen in Frage stellte, war Muhammad Husayn Batalvi – der Herausgeber der einflussreichen Ahl al-Hadith Zeitschrift „Ishat us-Sunnat“. Er sammelte sogar ein einvernehmliches religiöses Dekret von Hunderten von muslimischen Gelehrten in ganz Indien, in dem Maulvi Abdullah Chakralavi als Abtrünnigen angeprangert wurde.
Später begann Chakralawi die begrenzte Anzahl seiner Anhänger in einer eigenen religiösen Sekte unter dem Banner von Ahl al-Quran (Das Volk des Korans) zu organisieren. Er begann, seine koranistischen Interpretationen und verschiedenen Aspekten des Islam über eine Zeitschrift mit dem Titel „Ishaat ul-Quran“ zu verbreiten. Chakralawi versuchte ein Gebet aus dem Koran abzuleiten, welches rein auf dem Koran basiert. Dabei unterschied sich dieses Gebet von anderen islamischen Sekten zum Beispiel hinsichtlich der Körperhaltungen während des Gebets.